# Денисово (Ленинградская область)
Денисово (до 1948 года Суниккала, Малаки, фин. Sunikkala, Malakki) — посёлок в Запорожском сельском поселении Приозерского района Ленинградской области.

## Название
Топонимы Суниккала и Малаки образованы от личных имён Суни и Малафей.
Зимой 1948 года деревне Малаки было присвоено название Кургановка, решение было обосновано «географическими условиями». В июле того же года комиссия по переименованию сочла необходимым изменить название на Денисово, обосновав его: «в память о погибшем воине» (лейтенант Денисов Фёдор Иванович (1915—1944), артиллерист, погиб 11 июля). Деревня Малаки находится далеко от места гибели лейтенанта Денисова, но похоронен он в соседнем посёлке Пятиречье в братской могиле. Переименование закреплено указом Президиума ВС РСФСР от 1 октября 1948 года.

## История
- Деревни Суниккала и Малаки на финской карте 1923 года

До 1939 года деревни Суниккала и Малаки входили в состав волости Метсяпиртти Выборгской губернии Финляндской республики.
С января 1940 года — в составе Малакского сельсовета Раутовского района Ленинградской области.
С 1 июля 1941 года по 31 мая 1944 года финская оккупация.
С октября 1948 года деревня стала учитываться как посёлок Денисово в составе Денисовского сельсовета Сосновского района.
С октября 1956 года — в составе Запорожского сельсовета Сосновского района.
С декабря 1960 года — в составе Приозерского района.
С 1 февраля 1963 года — в составе Запорожского сельсовета Выборгского района.
С 1 января 1965 года — вновь в составе Запорожского сельсовета Приозерского района. В 1965 году население посёлка составляло 249 человек. 
По данным 1966, 1973 и 1990 годов посёлок Денисово входил в состав Запорожского сельсовета.
В 1997 году в посёлке Денисово Запорожской волости проживали 56 человек, в 2002 году — 48 человек (русские — 94 %).
В 2007 году в посёлке Денисово Запорожского СП проживали 30 человек, в 2010 году — 45 человек.

## География
Посёлок расположен в юго-восточной части района на автодороге 41К-012 (Санкт-Петербург — Приозерск).
Расстояние до административного центра поселения — 5 км.
Расстояние до ближайшей железнодорожной станции Сосново — 25 км.
Посёлок находится на левом берегу реки Вьюн.

## Демография
| 2007 | 2010 | 2017 |
| ---- | ---- | ---- |
| 30   | ↗45  | ↗161 |

## Улицы
Береговая, Дальняя, Дмитрия Лелюшенко, Загорная, Народная, Песочная, Садовая, Светлая.